# Saint-Georges-le-Fléchard

Saint-Georges-le-Fléchard este o comună în departamentul Mayenne, Franța. În 2009 avea o populație de 364 de locuitori.